# Ривз, Райан (хоккеист)
Райан Ривз (англ. Ryan Reaves; род. 20 января 1987, Виннипег) — канадский хоккеист нападающий клуба «Сан-Хосе Шаркс».

## Карьера
На драфте НХЛ в 2005 году был выбран в 6-м раунде под общим 156-м номером клубом «Сент-Луис Блюз». 15 мая 2007 года подписал с командой трёхлетний контракт новичка. Он был переведён в фарм-клуб «Блюз» «Пеория Ривермен».
Первый матч в НХЛ сыграл 11 октября 2010 года в матче с «Анахаймом», в котором «Блюз» выиграл 5:1. После семи сезонов в «Сент-Луисе» он был обменян в «Питтсбург Пинвинз» на Оскара Сундкивста.
23 февраля 2018 года был обменян в команду-дебютанта лиги «Вегас Голден Найтс». 20 мая 2018 года в пятом матче серии с «Виннипегом» забросил победную шайбу и помог команде выиграть со счётом 2:1 и тем самым выйти впервые в финал Кубка Стэнли. В финале Кубка Стэнли «Вегас» уступил «Вашингтону» с общим счётом в серии 4-1.
По окончании сезона он подписал новый контракт с клубом на два года.
15 июня 2020 года продлил контракт с клубом на два года.
29 июля 2021 года был обменян в «Нью-Йорк Рейнджерс», с которым продлил контракт на один год.
23 ноября 2022 года был обменян в «Миннесоту Уайлд» на выбор в пятом раунде драфта НХЛ 2025 года.
1 июля 2023 года в качестве свободного агента подписал трёхлетний контракт с «Торонто Мейпл Лифс».